# Calonectris
Calonectris – rodzaj ptaków z rodziny burzykowatych (Procellariidae).

## Zasięg występowania
Rodzaj obejmuje gatunki występujące na Oceanie Atlantyckim (w tym na Morzu Śródziemnym), w zachodniej części Oceanu Spokojnego oraz w południowo-zachodniej i skrajnie wschodniej części Oceanu Indyjskiego.

## Morfologia
Długość ciała 42–56 cm, rozpiętość skrzydeł 101–135 cm; masa ciała 420–1060 g. 

## Systematyka

### Etymologia
Calonectris: gr. καλος kalos „szlachetny, dobry”; rodzaj Nectris Kuhl, 1820.

### Podział systematyczny
Do rodzaju należą następujące gatunki:
- Calonectris leucomelas (Temminck, 1836) – burzyk kreskowany
- Calonectris edwardsii (Oustalet, 1883) – burzyk zielonoprzylądkowy – takson wyodrębniony ostatnio z C. diomedea[7]
- Calonectris diomedea (Scopoli, 1769) – burzyk żółtodzioby
- Calonectris borealis (Cory, 1881) – burzyk duży